# Antonio Abbondanti
Antonio Abbondanti (Imola, 1590 circa – dopo il 1652) è stato uno scrittore e poeta italiano.

## Biografia
Al servizio di Pier Luigi Carafa, governatore di Fermo, poi vescovo di Tricarico e, dal giugno 1624 al settembre del 1634, nunzio apostolico a Colonia, l'Abbondanti vi rivestì l'incarico di segretario della nunziatura, assumendone anche l'interim nel 1652.
Nella città tedesca pubblicò nel 1625 il poemetto satirico ed eroicomico Viaggio di Colonia raccontando del viaggio intrapreso da Fermo a Roma e a Colonia col Carafa, rifacendosi a un modello già utilizzato da altri scrittori come Cesare Caporali, Francesco Berni e Camillo Scroffa. Nel 1630, dopo un altro viaggio nei Paesi Bassi, pubblicò ad Anversa, il poemetto sacro La Giuditta, le Rime sacre, morali e varie, dedicate al Carafa, dalle quali si rileva, in particolare, che l'Abbondanti era stato membro dell'«Accademia degli Avvivati» di Bologna, e un Elogio del conte di Tilly, quest'ultimo sotto lo pseudonimo di Ercole Cristiano.
Ancora a Colonia, nel 1641 pubblicò il Breviario delle guerre dei Paesi Bassi, narrando della rivolta antispagnola del 1559.

## Opere
- Viaggio di Colonia, Colonia 1625
- Viaggio di Treveri, Venezia 1627
- Encomio di Napoli, Venezia 1629, ripubblicato da Benedetto Croce nei Nuovi saggi sulla letteratura italiana del Seicento
- La Giuditta, Anversa 1630
- Rime sacre, morali e varie, Anversa 1630
- Elogio del conte di Tilly, Anversa 1630
- Breviario delle guerre dei Paesi Bassi, Colonia 1641